# La Meilleraie-Tillay
La Meilleraie-Tillay és un municipi francès situat al departament de Vendée i a la regió de País del Loira. L'any 2007 tenia 1.508 habitants.

## Demografia

### Població
El 2007 la població de fet de La Meilleraie-Tillay era de 1.508 persones. Hi havia 616 famílies de les quals 168 eren unipersonals (52 homes vivint sols i 116 dones vivint soles), 208 parelles sense fills, 204 parelles amb fills i 36 famílies monoparentals amb fills.
La població ha evolucionat segons el següent gràfic:
Habitants censats

### Habitatges
El 2007 hi havia 659 habitatges, 628 eren l'habitatge principal de la família, 4 eren segones residències i 27 estaven desocupats. 611 eren cases i 20 eren apartaments. Dels 628 habitatges principals, 490 estaven ocupats pels seus propietaris, 135 estaven llogats i ocupats pels llogaters i 3 estaven cedits a títol gratuït; 23 tenien una cambra, 21 en tenien dues, 71 en tenien tres, 188 en tenien quatre i 325 en tenien cinc o més. 522 habitatges disposaven pel capbaix d'una plaça de pàrquing. A 273 habitatges hi havia un automòbil i a 291 n'hi havia dos o més.

### Piràmide de població
La piràmide de població per edats i sexe el 2009 era:
| Homes | Edats   | Dones |
| ----- | ------- | ----- |
| 0     | 95 o +  | 4     |
| 4     | 90 a 94 | 4     |
| 0     | 85 a 89 | 16    |
| 4     | 80 a 84 | 0     |
| 20    | 75 a 79 | 36    |
| 28    | 70 a 74 | 32    |
| 40    | 65 a 69 | 44    |
| 40    | 60 a 64 | 48    |
| 28    | 55 a 59 | 40    |
| 52    | 50 a 54 | 56    |
| 32    | 45 a 49 | 48    |
| 52    | 40 a 44 | 32    |
| 88    | 35 a 39 | 64    |
| 72    | 30 a 34 | 68    |
| 32    | 25 a 29 | 56    |
| 44    | 20 a 24 | 28    |
| 52    | 15 a 19 | 44    |
| 64    | 10 a 14 | 60    |
| 60    | 5 a 9   | 68    |
| 28    | 0 a 4   | 36    |

## Economia
El 2007 la població en edat de treballar era de 937 persones, 719 eren actives i 218 eren inactives. De les 719 persones actives 679 estaven ocupades (363 homes i 316 dones) i 40 estaven aturades (16 homes i 24 dones). De les 218 persones inactives 92 estaven jubilades, 62 estaven estudiant i 64 estaven classificades com a «altres inactius».

### Ingressos
El 2009 a La Meilleraie-Tillay hi havia 633 unitats fiscals que integraven 1.603,5 persones, la mediana anual d'ingressos fiscals per persona era de 15.804 €.

### Activitats econòmiques
Dels 39 establiments que hi havia el 2007, 3 eren d'empreses extractives, 1 d'una empresa alimentària, 3 d'empreses de fabricació d'altres productes industrials, 10 d'empreses de construcció, 7 d'empreses de comerç i reparació d'automòbils, 2 d'empreses de transport, 3 d'empreses d'hostatgeria i restauració, 1 d'una empresa financera, 1 d'una empresa immobiliària, 3 d'empreses de serveis, 2 d'entitats de l'administració pública i 3 d'empreses classificades com a «altres activitats de serveis».
Dels 17 establiments de servei als particulars que hi havia el 2009, 3 eren tallers de reparació d'automòbils i de material agrícola, 2 paletes, 1 guixaire pintor, 2 fusteries, 1 lampisteria, 3 electricistes, 2 perruqueries, 2 restaurants i 1 saló de bellesa.
Dels 2 establiments comercials que hi havia el 2009, 1 era una botiga de menys de 120 m² i 1 una fleca.
L'any 2000 a La Meilleraie-Tillay hi havia 53 explotacions agrícoles que ocupaven un total de 1.375 hectàrees.

## Equipaments sanitaris i escolars
El 2009 hi havia 2 escoles elementals.

## Poblacions més properes
El següent diagrama mostra les poblacions més properes.